# Merhawi Goitom
Merhawi Goitom, né le 8 février 1996, est un coureur cycliste érythréen. 

## Biographie
Au printemps 2016, Merhawi Goitom termine sixième du Fenkel Northern Redsea. Une semaine plus tard, il remporte le Tour d'Érythrée.

## Palmarès
- 2016
  - Tour d'Érythrée :
    - Classement général
    - 3e étape

## Classements mondiaux
| Année           | 2016 |
| --------------- | ---- |
| UCI Africa Tour | 44e  |